# 40. Kongress der Vereinigten Staaten
Der 40. Kongress der Vereinigten Staaten, bestehend aus dem Repräsentantenhaus und dem Senat, war die Legislative der Vereinigten Staaten. Seine Legislaturperiode dauerte vom 4. März 1867 bis zum 4. März 1869. Alle Abgeordneten des Repräsentantenhauses sowie ein Drittel der Senatoren (Klasse III) waren im Jahr 1866 bei den Kongresswahlen gewählt worden. Dabei ergab sich in beiden Kammern eine Mehrheit für die Republikanische Partei. Der Demokratischen Partei blieb nur die Rolle in der Opposition. Der Kongress tagte in der amerikanischen Bundeshauptstadt Washington, D.C. Präsident war Andrew Johnson. Die Vereinigten Staaten bestanden damals aus eigentlich 37 Bundesstaaten. Zum Zeitpunkt der Wahl waren aber die ehemaligen Staaten der Konföderation mit Ausnahme von Tennessee noch nicht wieder in die Union aufgenommen worden und nicht im Kongress vertreten. Im Verlauf der Legislaturperiode wurden mit Arkansas, Florida, Alabama, North Carolina, Louisiana, und South Carolina sechs ehemaligen Sezessionsstaaten wieder in die Union aufgenommen und mit Kongressvertretungen versehen. Damit gab es am Ende der Legislaturperiode des 40. Kongresses 33 US-Bundesstaaten die im Kongress vertreten waren. Erst in der folgenden Legislaturperiode wurden zwischen Januar und Juli 1870 mit Virginia, Mississippi, Texas und Georgia die letzten vier ehemaligen Sezessionsstaaten wieder in die Union eingegliedert und mit Kongressvertretungen versehen. Damit gab es dann alle 37 US-Bundesstaaten mit Kongressvertretungen. Erstmals war der am 1. März 1867 aufgenommene 37. Staat (Nebraska) im Kongress vertreten. Die Sitzverteilung im Repräsentantenhaus basierte auf der Volkszählung von 1860.

## Wichtige Ereignisse
Siehe auch 1867 1868 und 1869
- 4. März 1867: Beginn der Legislaturperiode des 40. Kongresses

Während der gesamten Legislaturperiode gehen die Indianerkriege weiter. Darüber hinaus geht auch noch die Reconstructions Zeit weiter. Außerdem ist das politische Verhältnis zwischen den beiden Parteien unter anderem wegen der Rekonstruktionspolitik gespannt.
- 30. März 1867: Die USA kaufen das Gebiet des späteren Bundesstaates Alaska von Russland. Siehe auch Alaska Purchase.
- 24. Februar 1868: Beginn des dann knapp gescheiterten Amtsenthebungsverfahrens gegen Präsident Johnson.
- 22. Juli 1868: Ratifizierung des 14. Zusatzartikel zur Verfassung der Vereinigten Staaten.
- 25. Juli 1868: Gründung des Wyoming-Territoriums.
- 3. November 1868: Präsidentschafts- und Kongresswahlen in den USA. Der Republikaner Ulysses S. Grant wird zum neuen Präsidenten gewählt. Amtsantritt ist der 4. März 1869. Im Kongress behaupten die Republikaner ihre Mehrheiten in beiden Kammern.
- 25. Dezember 1868: Der scheidende Präsident Johnson amnestiert alle Amtsträger der ehemaligen  Konföderierten Staaten.

## Die wichtigsten Gesetze
In den Sitzungsperioden des 40. Kongresses wurden unter anderem folgende Bundesgesetze verabschiedet (siehe auch: Gesetzgebungsverfahren):
- März 1867 bis März 1868 vier Gesetze im Rahmen des Reconstruction Acts
- 27. Juli 1868: Expatriation Act of 1868

## Zusammensetzung nach Parteien

### Senat
- Demokratische Partei: 8
- Republikanische Partei: 45
- Sonstige: 0
- Vakant: 21 (Darunter 20 Sitze von 10 ehemaligen konföderierten Staaten)

Gesamt: 74 Stand am Beginn der Legislaturperiode ohne die ehemaligen Südstaaten außer Tennessee
- Demokratische Partei: 9
- Republikanische Partei: 57
- Sonstige: 0
- Vakant: 8 (Darunter die Sitze der immer noch fehlenden vier ehemaligen konföderierten Staaten)

Gesamt: 74 Stand am Ende der Legislaturperiode 

### Repräsentantenhaus
- Demokratische Partei: 47
- Republikanische Partei: 173
- Konservative: 2
- Konservativer Republikaner: 1
- Unabhängiger Republikaner: 1
- Vakant: 19 (Darunter die Sitze aus den ehemaligen konföderierten Staaten außer Tennessee)

Gesamt: 243 Stand am Beginn der Legislaturperiode ohne die ehemaligen Südstaaten
- Demokratische Partei: 45
- Republikanische Partei: 170
- Sonstige: 5
- Vakant: 23 (Darunter die Sitze der vier noch ausstehenden ehemaligen konföderierten Staaten)

Gesamt: 243 Stand am Ende der Legislaturperiode
Außerdem gab es noch acht nicht stimmberechtigte Kongressdelegierte.

## Amtsträger

### Senat
- Präsident des Senats: Vakant
- Präsident pro tempore: Benjamin Wade (R)

### Repräsentantenhaus
- Sprecher des Repräsentantenhauses: Schuyler Colfax (R) bis zum 3. März 1869. Dann für einen Tag Theodore Medad Pomeroy (R)

## Senatsmitglieder
Im 40. Kongress vertraten folgende Senatoren ihre jeweiligen Bundesstaaten:
| Alabama - 2. Willard Warner (R) ab dem 13. Juli 1868 - 3. George E. Spencer (R) ab dem 13. Juli 1868 Arkansas - 2. Alexander McDonald (R) ab dem 22. Juni 1868 - 3. Benjamin F. Rice (R) ab dem 23. Juni 1868 Kalifornien - 1. John Conness (R) - 3. Cornelius Cole (R) Connecticut - 1. James Dixon (R) - 3. Orris S. Ferry (R) Delaware - 1. George R. Riddle (D) bis zum 29. März 1867 - James A. Bayard (D) ab dem 11. April 1867 - 2. Willard Saulsbury (D) Florida - 1. Adonijah Welch (R) ab dem 17. Juni 1868 - 3. Thomas W. Osborn (R) ab dem 25. Juni 1868 Georgia - 2. Vakant - 3. Vakant Illinois - 2. Richard Yates (R) - 3. Lyman Trumbull (R) Indiana - 1. Thomas A. Hendricks (D) - 3. Oliver Morton (R) Iowa - 2. James W. Grimes (R) - 3. James Harlan (R) Kansas - 2. Edmund Gibson Ross (R) - 3. Samuel C. Pomeroy (R) Kentucky - 2. James Guthrie (D) bis zum 7. Februar 1868 - Thomas C. McCreery (D) ab dem 19. Februar 1868 - 3. Garrett Davis (D) Louisiana - 2. John S. Harris (R) ab dem 8. Juli 1868 - 3. William P. Kellogg (R) ab dem 9. Juli 1868 Maine - 1. Lot M. Morrill (R) - 2. William P. Fessenden (R) Maryland - 1. Reverdy Johnson (D) bis zum 10. Juli 1868 - William Pinkney Whyte (D) ab dem 13. Juli 1868 - 3. George Vickers (D) ab dem 7. März 1868 Massachusetts - 1. Charles Sumner (R) - 2. Henry Wilson (R) Michigan - 1. Zachariah Chandler (R) - 2. Jacob M. Howard (R) Minnesota - 1. Alexander Ramsey (R) - 2. Daniel Sheldon Norton (R) | Mississippi - 1. Vakant - 2. Vakant Missouri - 1. John B. Henderson (R) - 3. Charles D. Drake (R) Nebraska - 1. Thomas Tipton (R) - 2. John M. Thayer (R) Nevada - 1. William M. Stewart (R) - 3. James W. Nye (R) New Hampshire - 2. Aaron H. Cragin (R) - 3. James W. Patterson (R) New Jersey - 1. Frederick T. Frelinghuysen (R) - 2. Alexander G. Cattell (R) New York - 1. Edwin D. Morgan (R) - 3. Roscoe Conkling (R) North Carolina - 2. Joseph Carter Abbott (R) ab dem 14. Juli 1868 - 3. John Pool (R) ab dem 14. Juli 1868 Ohio - 1. Benjamin Wade (R) - 3. John Sherman (R) Oregon - 2. George H. Williams (R) - 3. Henry W. Corbett (R) Pennsylvania - 1. Charles R. Buckalew (D) - 3. Simon Cameron (R) Rhode Island - 1. William Sprague (R) - 2. Henry B. Anthony (R) South Carolina - 2. Thomas J. Robertson (R) ab dem 15. Juli 1868 - 3. Frederick A. Sawyer (R) ab dem 16. Juli 1868 Tennessee - 1. David T. Patterson (D) - 2. Joseph S. Fowler (R) Texas - 1. Vakant - 2. Vakant Vermont - 1. George F. Edmunds (R) - 3. Justin Smith Morrill (R) Virginia - 1. Vakant - 2. Vakant West Virginia - 1. Peter G. Van Winkle (U) - 2. Waitman T. Willey (R) Wisconsin - 1. James Rood Doolittle (R) - 3. Timothy Otis Howe (R) |

## Mitglieder des Repräsentantenhauses
Folgende Kongressabgeordnete vertraten im 40. Kongress die Interessen ihrer jeweiligen Bundesstaaten:
| Alabama 6 Wahlbezirke - 1. Francis William Kellogg (R) ab dem 22. Juli 1868 - 2. Charles Waldron Buckley (R) ab dem 21. Juli 1868 - 3. Benjamin White Norris (R) ab dem 21. Juli 1868 - 4. Charles Wilson Pierce (R) ab dem 21. Juli 1868 - 5. John Benton Callis (R) ab dem 21. Juli 1868 - 6. Thomas Haughey (R) ab dem 21. Juli 1868 Arkansas 3 Wahlbezirke - 1. Logan Holt Roots (R) ab dem 22. Juni 1868 - 2. James M. Hinds (R) ab dem 22. Juni 1868 bis zum 22. Oktober 1868 - James T. Elliott (R) ab dem 13. Januar 1869 - 3. Thomas Boles (R) ab dem 22. Juni 1868 Kalifornien 3 Wahlbezirke - 1. Samuel Beach Axtell (D) - 2. William Higby (R) - 3. James Augustus Johnson (D) Connecticut 4 Wahlbezirke - 1. Richard D. Hubbard (D) - 2. Julius Hotchkiss (D) - 3. Henry H. Starkweather (R) - 4. William Henry Barnum (D) Delaware Staatsweite Wahl - John A. Nicholson (D) Florida Staatsweit - Charles Memorial Hamilton (R) ab dem 1. Juli 1868 Georgia 7 Wahlbezirke - 1. Joseph W. Clift (R) ab dem 25. Juli 1868 - 2. Nelson Tift (D) ab dem 25. Juli 1868 - 3. William P. Edwards (R) ab dem 25. Juli 1868 - 4. Samuel F. Gove (R) ab dem 25. Juli 1868 - 5. Charles H. Prince (R) ab dem 25. Juli 1868 - 6. Vakant - 7. Pierce Young (D) ab dem 25. Juli 1868 Illinois 13 Wahlbezirke plus einen staatsweitgewählten Abgeordneten - 1. Norman B. Judd (R) - 2. John F. Farnsworth (R) - 3. Elihu B. Washburne (R) - 4. Abner C. Harding (R) - 5. Ebon C. Ingersoll (R) - 6. Burton C. Cook (R) - 7. Henry P. H. Bromwell (R) - 8. Shelby Moore Cullom (R) - 9. Lewis W. Ross (D) - 10. Albert G. Burr (D) - 11. Samuel S. Marshall (D) - 12. Jehu Baker (R) - 13. Green Berry Raum (R) - 14. John A. Logan (R) Staatsweit gewählt Indiana 11 Wahlbezirke - 1. William E. Niblack (D) - 2. Michael C. Kerr (D) - 3. Morton C. Hunter (R) - 4. William S. Holman (D) - 5. George Washington Julian (R) - 6. John Coburn (R) - 7. Henry Dana Washburn (R) - 8. Godlove Stein Orth (R) - 9. Schuyler Colfax (R) - 10. William Williams (R) - 11. John P. C. Shanks (R) Iowa 6 Wahlbezirke - 1. James F. Wilson (R) - 2. Hiram Price (R) - 3. William B. Allison (R) - 4. William Loughridge (R) - 5. Grenville M. Dodge (R) - 6. Asahel W. Hubbard (R) Kansas Staatsweite Wahl - Sidney Clarke (R) Kentucky 9 Wahlbezirke - 1. Lawrence S. Trimble (D) - 2. Vakant - 3. Elijah Hise (D) bis zum 8. Mai 1867 - Jacob Golladay (D) ab dem 5. Dezember 1867 - 4. J. Proctor Knott (D) - 5. Asa Grover (D) - 6. Thomas Laurens Jones (D) - 7. James B. Beck (D) - 8. George Madison Adams (D) - 9. Samuel McKee (R) ab dem 22. Juni 1868 Louisiana 5 Wahlbezirke - 1. J. Hale Sypher (R) ab dem 18. Juli 1868 - 2. James Mann (D) ab dem 18. Juli 1868 bis zum 26. August 1868, - 3. Joseph P. Newsham (R) ab dem 18. Juli 1868 - 4. Michel Vidal (R) ab dem 18. Juli 1868 - 5. W. Jasper Blackburn (R) ab dem 18. Juli 1868 Maine 5 Wahlbezirke - 1. John Lynch (R) - 2. Sidney Perham (R) - 3. James G. Blaine (R) - 4. John A. Peters (R) - 5. Frederick A. Pike (R) Maryland 5 Wahlbezirke. - 1. Hiram McCullough (D) - 2. Stevenson Archer (D) - 3. Charles E. Phelps (C=Conservative Party) - 4. Francis Thomas (R) - 5. Frederick Stone (D) Massachusetts 10 Wahlbezirke - 1. Thomas D. Eliot (R) - 2. Oakes Ames (R) - 3. Ginery Twichell (R) - 4. Samuel Hooper (R) - 5. Benjamin Franklin Butler (R) - 6. Nathaniel Prentiss Banks (R) - 7. George S. Boutwell (R) - 8. John Denison Baldwin (R) - 9. William B. Washburn (R) - 10. Henry L. Dawes (R) Michigan 6 Wahlbezirke - 1. Fernando C. Beaman (R) - 2. Charles Upson (R) - 3. Austin Blair (R) - 4. Thomas W. Ferry (R) - 5. Rowland E. Trowbridge (R) - 6. John F. Driggs (R) Minnesota 2. Wahlbezirke - 1. William Windom (R) - 2. Ignatius Donnelly (R) Mississippi 5 Wahlbezirke - 1. Vakant - 2. Vakant - 3. Vakant - 4. Vakant - 5. Vakant Missouri 9 Wahlbezirke - 1. William A. Pile (R) - 2. Carman A. Newcomb (R) - 3. Thomas Estes Noell (R) bis zum 3. Oktober 1867 - James Robinson McCormick (D) ab dem 17. Dezember 1867 - 4. Joseph J. Gravely (R) - 5. Joseph W. McClurg (R) Bis 1868, genaues Datum unbekannt - John Hubler Stover (R) ab dem 7. Dezember 1868 - 6. Robert T. Van Horn (R) - 7. Benjamin F. Loan (R) - 8. John F. Benjamin (R) - 9. George Washington Anderson (R) Nebraska Staatsweite Wahl - John Taffe (R) Nevada Staatsweite Wahl - Delos R. Ashley (R) New Hampshire 3 Wahlbezirke - 1. Jacob Hart Ela (R) - 2. Aaron Fletcher Stevens (R) - 3. Jacob Benton (R) New Jersey 5 Wahlbezirke - 1. William Moore (R) - 2. Charles Haight (D) - 3. Charles Sitgreaves (D) - 4. John Hill (R) - 5. George A. Halsey (R) | New York 31 Wahlbezirke. - 1. Stephen Taber (D) - 2. Demas Barnes (D) - 3. William Erigena Robinson (D) - 4. John Fox (D) - 5. John Morrissey (D) - 6. Thomas E. Stewart (CR= konservativer Republikaner) - 7. John Winthrop Chanler (D) - 8. James Brooks (D) - 9. Fernando Wood (D) - 10. William H. Robertson (R) - 11. Charles Van Wyck (R) - 12. John H. Ketcham (R) - 13. Thomas Cornell (R) - 14. John V. L. Pruyn (D) - 15. John Augustus Griswold (R) - 16. Orange Ferriss (R) - 17. Calvin T. Hulburd (R) - 18. James M. Marvin (R) - 19. William C. Fields (R) - 20. Addison H. Laflin (R) - 21. Roscoe Conkling (R) bis zum 4. März 1867 - Alexander H. Bailey (R) ab dem 30. November 1867 - 22. John C. Churchill (R) - 23. Dennis McCarthy (R) - 24. Theodore Medad Pomeroy (R) - 25. William H. Kelsey (R) - 26. William S. Lincoln (R) - 27. Hamilton Ward (R) - 28. Lewis Selye (Unabhängiger Republikaner) - 29. Burt Van Horn (R) - 30. James M. Humphrey (D) - 31. Henry Van Aernam (R) North Carolina 7 Wahlbezirke - 1. John R. French (R) ab dem 15. Juli 1868 - 2. David Heaton (R) ab dem 25. Juli 1868 - 3. Oliver H. Dockery (R) ab dem 13. Juli 1868 - 4. John T. Deweese (R) ab dem 6. Juli 1868 - 5. Israel G. Lash (R) ab dem 20. Juli 1868 - 6. Nathaniel Boyden (C) ab dem 13. Juli 1868 - 7. Alexander H. Jones (R) ab dem 6. Juli 1868 Ohio 19 Wahlbezirke - 1. Benjamin Eggleston (R) - 2. Rutherford B. Hayes (R) bis zum 20. Juli 1867 - Samuel Fenton Cary (Unabhängiger Republikaner) ab dem 21. November 1867 - 3. Robert Cumming Schenck (R) - 4. William Lawrence (R) - 5. William Mungen (D) - 6. Reader W. Clarke (R) - 7. Samuel Shellabarger (R) - 8. Cornelius S. Hamilton (R) bis zum 22. Dezember 1867 - John Beatty (R) ab dem 5. Februar 1868 - 9. Ralph Pomeroy Buckland (R) - 10. James Mitchell Ashley (R) - 11. John Thomas Wilson (R) - 12. Philadelph Van Trump (D) - 13. George W. Morgan (D) bis zum 3. Juni 1868 - Columbus Delano (R) ab dem 3. Juni 1868 - 14. Martin Welker (R) - 15. Tobias A. Plants (R) - 16. John Bingham (R) - 17. Ephraim R. Eckley (R) - 18. Rufus P. Spalding (R) - 19. James A. Garfield (R) Oregon Staatsweite Wahl - Rufus Mallory (R) Pennsylvania 24 Wahlbezirke - 1. Samuel J. Randall (D) - 2. Charles O’Neill (R) - 3. Leonard Myers (R) - 4. William D. Kelley (R) - 5. Caleb Newbold Taylor (R) - 6. Benjamin Markley Boyer (D) - 7. John Martin Broomall (R) - 8. James Lawrence Getz (D) - 9. Thaddeus Stevens (R) bis zum 11. August 1868 - Oliver James Dickey (R) ab dem 7. Dezember 1868 - 10. Henry L. Cake (R) - 11. Daniel Myers Van Auken (D) - 12. Charles Denison (D) bis zum 27. Juni 1867 - George Washington Woodward (D) ab dem 21. November 1867 - 13. Ulysses Mercur (R) - 14. George Funston Miller (R) - 15. Adam John Glossbrenner (D) - 16. William Henry Koontz (R) - 17. Daniel Johnson Morrell (R) - 18. Stephen Fowler Wilson (R) - 19. Glenni William Scofield (R) - 20. Darwin Abel Finney (R) bis zum 25. August 1868 - Solomon Newton Pettis (R) ab dem 7. Dezember 1868 - 21. John Covode (R) - 22. James K. Moorhead (R) - 23. Thomas Williams (R) - 24. George Van Eman Lawrence (R) Rhode Island 2 Wahlbezirke - 1. Thomas Jenckes (R) - 2. Nathan Dixon (R) South Carolina 4 Wahlbezirke - 1. Benjamin F. Whittemore (R) ab dem 18. Juli 1868 - 2. Christopher C. Bowen (R) ab dem 18. Juli 1868 - 3. Manuel S. Corley (R) ab dem 25. Juli 1868 - 4. James H. Goss (R) ab dem 18. Juli 1868 Tennessee 8 Wahlbezirke - 1. Roderick R. Butler (R) - 2. Horace Maynard (R) - 3. William Brickly Stokes (R) - 4. James Mullins (R) - 5. John Trimble (R) - 6. Samuel Mayes Arnell (R) - 7. Isaac Roberts Hawkins (R) - 8. David Alexander Nunn (R) Texas 4 Wahlbezirke - 1. Vakant - 2. Vakant - 3. Vakant - 4. Vakant Vermont 3 Wahlbezirke - 1. Frederick E. Woodbridge (R) - 2. Luke P. Poland (R) - 3. Worthington Curtis Smith (R) Virginia 8 Wahlbezirke - 1. Vakant - 2. Vakant - 3. Vakant - 4. Vakant - 5. Vakant - 6. Vakant - 7. Vakant - 8. Vakant West Virginia 3 Wahlbezirke - 1. Chester D. Hubbard (R) - 2. Bethuel Kitchen (R) - 3. Daniel Polsley (R) Wisconsin 6 Wahlbezirke - 1. Halbert E. Paine (R) - 2. Benjamin F. Hopkins (R) - 3. Amasa Cobb (R) - 4. Charles A. Eldredge (D) - 5. Philetus Sawyer (R) - 6. Cadwallader C. Washburn (R) |

Nicht stimmberechtigte Mitglieder im Repräsentantenhaus:
- Arizona-Territorium: Coles Bashford (Unabhängiger)
- Colorado-Territorium: George M. Chilcott (R)
- Dakota-Territorium: Walter A. Burleigh (R)
- Idaho-Territorium: Edward Dexter Holbrook (D)
- Montana-Territorium: James M. Cavanaugh (D)
- Nebraska-Territorium: Phineas Warren Hitchcock (R) bis zum 1. März 1867
- New-Mexico-Territorium: Charles P. Clever (D) Vom 2. Sep. 1867 bis zum 20. Feb. 1869
  - José Francisco Chaves (R) ab dem 20. Februar 1869
- Utah-Territorium: William Henry Hooper (D)
- Washington-Territorium: Alvan Flanders (R)